# 斑花黄堇
斑花黄堇（学名：Corydalis conspersa）为罂粟科紫堇属下的一个种。

## 扩展阅读
- 維基物種上的相關：斑花黄堇